# 神島型敷設艇

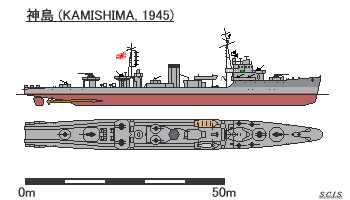
神島艦型図

神島型敷設艇(かみしまがたふせつてい)は、日本海軍の敷設艇。同型艦2隻。うち1隻は復員輸送艦として戦後竣工した。

## 概要
1944年(昭和19年)秋になると敷設艦艇の喪失に本土周辺の機雷敷設が加わり、敷設艦艇を至急充当する必要があった。そこで戦時標準船を買収し敷設艦に改造(後の「箕面」)、敷設艇は十数隻が必要とされた。建造番号は1801番から1809番(9隻分)が割り当てられ、うち3隻を緊急に建造することになった。1隻は建造中止となり結局2隻が1945年(昭和20年)2月に起工された。1番艇神島は同年7月に竣工しまもなく終戦、2番艇粟島は戦後に復員輸送艦として竣工し、戦局に寄与することはできなかった。

## 艦型
艦型は平島型敷設艇(測天型敷設艇)をタイプシップとし構造、艤装とも簡易化とされた。すなわち船体は線図に直線を多用し、キャンバー無し、シアーも艦首に直線的に付した以外は無かった。上構も出来るだけ簡易化され、煙突も六角形となっている。
主機はマン式ディーゼルの在庫品1隻分を当て(「粟島」に搭載)、残りは当時の丙型海防艦用に量産されていた艦本式ディーゼルを搭載した(「神島」他1隻)。このため艦本式ディーゼル搭載艦の速力は(平島型の20ノットから)16.5ノットに落ちている(「粟島」は19.5ノット)。
平島型が船団護衛のために航続力(計画は14ノットで2,000カイリ)を伸ばす必要が生じたため、本型では計画から航続力を14ノットで3,000カイリとした。
兵装は、従来の8cm高角砲に代わり仮称五式(ボーフォース)40mm単装機関砲が2基装備された。機銃は当時の平島型に増備された数を基準に搭載した。『終戦時の日本海軍艦艇』によると25mm連装機銃2基、同単装3挺の計画だったが、連装1基と単装4挺が追加されたという。電探は13号、22号各1基を装備。ソナーは九二式水中聴音機1基、三式二型探信儀1組を装備するなど、最新型を一通り装備した。

## 同型艦
- 神島(第1801号艦)[5]
- 粟島(第1802号艦)[5]
- 第1807号艦：予定艦名彦島、三菱神戸造船所で建造予定、特攻兵器製造優先のため建造取り止め[5]。